# Ільяшов Андрій Степанович
Ільяшов Андрій Степанович (нар. 20 грудня 1982 року) — український футболіст, колишній нападник українського клубу першої ліги «Десна» Чернігів.